# Club Atlético Nacional Potosí
El Club Atlético Nacional Potosí és un club de futbol bolivià de la ciutat de Potosí.
Va ser fundat el 8 d'abril de 1942.

## Palmarès
- Copa Simón Bolívar (segona divisió):[3]
  - 2008, 2010